# Адамс, Леон
Леон Дэвид Адамс (англ. Leon David Adams, 1 февраля 1905, Бостон — 12 сентября 1995 или 14 сентября 1995, Сан-Франциско, Калифорния) — американский журналист, публицист, историк и соучредитель Института вина. В 1958 году была опубликована книга Адамса «Книга вина здравого смысла» (англ. Commonsense Book of Wine), целью которой было ввести столовое вино в повседневную жизнь Соединённых Штатов. Его книга «Вина Америки», опубликованная в 1973 году, считается «самой тщательной работой по этой теме», особенно в отношении винодельческой промышленности Калифорнии. 

## Биография
Леон Адамс родился в 1905 году в Бостоне, штат Массачусетс. Он учился в Калифорнийском университете в Беркли и работал журналистом в различных изданиях, включая McClatchy News Service и San Francisco Bulletin. Адамс выступал за законы о фермерских винодельнях, которые были приняты во многих штатах в 1970-х и 1980-х годах. Эти законы помогли виноградарям открыть винодельни и продавать свои вина оптом и в розницу. Он основал Общество медицинских друзей вина, которое объединяет врачей для частых дегустаций вин.
Адамс работал в Калифорнии и жил в Сосалито. Он умер в Сан-Франциско 12 сентября 1995 года. Газета New York Times назвала его «выдающимся историком вина в Соединённых Штатах XX века».